# Andrija (biskup Bistue Nove)
Andrija (poznat i kao Andreas; Zenica, ?), ranohrišćanski je biskup. Bio je biskup Bistue Nove, jedan od tri najznačajnija municipijuma i središta hrišćanskih biskupija u Bosni. Sudjelovao i bio potpisnik solinskih sinoda 530. i 533. godine.